# Ttu
TTU (Très Très Urgent) est une lettre d’information hebdomadaire sur les questions de défense, qui s'intéresse aux questions industrielles, militaires ou politiques.
Elle est fondée en 1993 par Guy Perrimond et Pierre Bayle. En 1995, TTU Monde arabe, hebdomadaire disponible en français ou en arabe a été créé, couvrant le Proche et le Moyen-Orient. Enfin, dernière publication lancée en 2000, TTU International, est un bimensuel en langue anglaise. La rédaction est basée à Paris. Ces lettres d'information confidentielles, bien connues dans la communauté défense, sont disponibles sur abonnement. À noter qu'il s'agit d'une publication indépendante, à capital privé. Le dernier numéro paraît en novembre 2018.